# 사카이구
사카이구(일본어: 堺区)는 일본 오사카부 사카이시를 구성하는 7개 구 중 하나이다. 중세 이래의 해자 도시 지역을 포함하고 시청, 재판소 등의 관청과 시티 호텔, 상점 등이 집중된 사카이시의 중심부이다.

## 지리
사카이시의 북서부에 위치하고 북쪽을 야마토강이 흐르고 서쪽은 오사카만에 접한다. 연안부는 주로 매립지가 펼쳐져 있고 사카이센보쿠 임해 공업지대가 펼쳐져 있다. 중서부에는 중세의 자치 도시를 이어받은 사카이 시가지가 있고 해자인 우치가와강, 도이강에 둘러싸여 있다. 내륙부는 우에마치 대지에서 이어지는 얼마 안되는 대지가 남북 방향으로 존재하지만 대개 평탄하다. 남북을 철도와 고속도로, 국도가 관통하고 오사카와 와카야마, 고야산으로 통하고 있다.
구의 중심 지역은 시청, 재판소, 법무국과 백화점이 있는 난카이 고야선 사카이히가시역 주변이다.

## 역사
1878년 사카이 시가지는 군구정촌 편제법 시행으로 사카이구(군구제)가 되었다. 그때 연안부에 형성되었던 쓰키스의 신전(新田)도 사카이구(군구제)에 편입되었다. 1889년 사카이구(군구제)는 시 제도 시행에 의해 사카이시가 되었다. 2006년 사카이시가 정령지정도시가 되면서 행정구이지만 "사카이구"의 명칭이 사카이시에 117년 만에 돌아오게 되었다.
시명과 행정구명의 일치는 가와사키시 가와사키구에 이어 두 번째이다. 다만 이후 시명이 된 군구제의 구명과 행정구명의 일치는 전국 최초이다. 이 때문에 "사카이구"의 경우에 시의 전신인가 행정구인가 주의할 필요가 있다.
사카이구(행정구)의 범위는 사카이구(군구제)에 옛 무카이정, 미나토정, 헤노마쓰촌, 산보촌, 가미시촌이 합쳐진 범위에 대체로 해당한다.

## 교통

### 철도
- 서일본 여객철도
  - 한와선
    - (← 스미요시구 스기모토초역) - 아사카역 - 사카이시역 - 미쿠니가오카역 - 모즈역 - (니시구 우에노시바역 →)

- 난카이 전기 철도
  - 본선
    - (← 스미노에구 스미노에역) - 시치도역 - 사카이역 - 미나토역 - (니시구 이시즈가와역 →)

  - 고야선
    - (← 스미요시구 아비코마에역) - 아사카야마역 - 사카이히가시역 - 미쿠니가오카역 - 모즈하치만역 - (기타구 나카모즈역 →)

- 한카이 전기 궤도
  - 한카이선
    - (← 스미요시구 아비코미치 정류장) - 야마토가와 정류장 - 다카스진샤 정류장 - 아야노초 정류장 - 신메이초 정류장 - 묘코쿠지마에 정류장 - 하나타구치 정류장 - 오쇼지 정류장 - 슈쿠인 정류장 - 데라지초 정류장 - 고료마에 정류장 - 히가시미나토 정류장 - (니시구 이시즈키타 정류장 →)

### 도로
- 한신 고속도로
- 국도 제26호선
- 국도 제310호선 (일본)(일본어판)